# Domknięcie (topologia)
Domknięcie – operacja przyporządkowująca podzbiorowi przestrzeni topologicznej najmniejszy (w sensie inkluzji) zbiór domknięty zawierający ten podzbiór.

## Definicja formalna
Niech {\displaystyle (X,\tau )} będzie przestrzenią topologiczną. Domknięciem zbioru {\displaystyle A\subseteq X} nazywamy najmniejszy w sensie inkluzji zbiór domknięty, oznaczany {\displaystyle {\overline {A}}} lub {\displaystyle \operatorname {cl} \;A} (od ang. closure), zawierający {\displaystyle A.} Innymi słowy:
{\displaystyle \operatorname {cl} \;A=\bigcap \{F\subseteq X\colon A\subseteq F\land X\setminus F\in \tau \}.}

## Własności
Niech {\displaystyle X} będzie przestrzenią topologiczną oraz {\displaystyle A,B\subseteq X.} Wówczas:
- {\displaystyle \operatorname {cl} \;\varnothing =\varnothing ,}
- {\displaystyle A\subseteq \operatorname {cl} \;A,}
- {\displaystyle \operatorname {cl} (A\cup B)=\operatorname {cl} \;A\cup \operatorname {cl} \;B,}
- {\displaystyle \operatorname {cl} (\operatorname {cl} \;A)=\operatorname {cl} \;A} (idempotentność).

### Dalsze własności
- {\displaystyle \operatorname {cl} \;X=X,}
- {\displaystyle A} jest domknięty {\displaystyle \iff A=\operatorname {cl} \;A,}
- {\displaystyle A\subset B\implies \operatorname {cl} \;A\subset \operatorname {cl} B} (monotoniczność),
- {\displaystyle \operatorname {cl} (A\cap B)\subseteq \operatorname {cl} \;A\cap \operatorname {cl} \;B;} ta własność uogólnia się do przeliczalnej liczby zbiorów:
  - Ogólniej, jeśli {\displaystyle (A_{i})_{i\in I}} jest dowolną rodziną podzbiorów {\displaystyle X,} to
{\displaystyle \operatorname {cl} \;\bigcap _{i\in I}~A_{i}\subseteq \bigcap _{i\in I}~\operatorname {cl} \;A_{i}.}
- Jeśli {\displaystyle (A_{i})_{i\in I}} jest rodziną podzbiorów zbioru {\displaystyle X,} to
{\displaystyle \bigcup _{i\in I}~\operatorname {cl} \;A_{i}\subset \operatorname {cl} \;\bigcup _{i\in I}~A_{i}.}
- Jeśli {\displaystyle (A_{i})_{i\in I}} jest rodziną lokalnie skończoną podzbiorów zbioru {\displaystyle X,} to
{\displaystyle \bigcup _{i\in I}~\operatorname {cl} \;A_{i}=\operatorname {cl} \;\bigcup _{i\in I}~A_{i}.}
- Domknięcie zbioru jest sumą mnogościową tego zbioru oraz jego brzegu.
- Jeśli {\displaystyle Y} jest podprzestrzenią topologiczną {\displaystyle X,} zawierającą {\displaystyle A,} to domknięcie {\displaystyle A} w przestrzeni {\displaystyle Y} jest równe części wspólnej {\displaystyle Y} i domknięcia {\displaystyle A} w przestrzeni {\displaystyle X{:}} {\displaystyle \operatorname {cl} _{Y}(A)=Y\cap \operatorname {cl} _{X}(A).}
- Dla każdego {\displaystyle A\subset X} mamy: {\displaystyle \operatorname {cl} \;A=X\setminus \operatorname {Int} \;(X\setminus A).}

## Operacja domknięcia a topologia
Jeżeli operację brania domknięcia zbioru przyjmiemy jako pewną operację pierwotną na zbiorach, która spełnia cztery pierwsze własności, to może ona posłużyć do zdefiniowania topologii przez operację domknięcia w zbiorze {\displaystyle X}.

## Przykłady
- W topologii antydyskretnej (czyli takiej, w której jedynymi zbiorami otwartymi są {\displaystyle \varnothing } i {\displaystyle X}), domknięciem dowolnego zbioru niepustego jest cała przestrzeń, innymi słowy, każdy niepusty podzbiór tej przestrzeni jest gęsty.
- W topologii dyskretnej (czyli takiej, w której każdy zbiór jest otwarty) domknięciem dowolnego zbioru jest on sam.
- W topologii euklidesowej, na prostej rzeczywistej domknięciem
  - przedziału otwartego {\displaystyle (0,1)} jest przedział domknięty {\displaystyle [0,1].}
  - zbioru liczb wymiernych i liczb niewymiernych jest {\displaystyle \mathbb {R} .}
- W przestrzeniach metrycznych, domknięcie danego zbioru stanowią wszystkie granice ciągów elementów tego zbioru.